# Schloßberg (Heideck)
Schloßberg ([ˈʃlɔsˌbɛʁk] ⓘ) ist ein Gemeindeteil der Stadt Heideck im Landkreis Roth (Mittelfranken, Bayern).

## Lage
Das Kirchdorf liegt südwestlich von Heideck am östlichen Hang des über einen Kilometer langen und bis 607 Meter Höhe ansteigenden Schloßberges. Der Ort wird von der Kreisstraße RH 21 berührt, die in nördlicher Richtung zum Gemeindesitz führt. Gemeindeverbindungsstraßen gibt es nach Haag, Rudletzholz und Rambach.
Die Dorfflur umfasste 1961 434,53 Hektar. Die Gemarkung Schloßberg hat eine Fläche von 4,335 km² und ist in 492 Flurstücke aufgeteilt, die eine durchschnittliche Flurstücksfläche von 8810,19 m² haben.

## Geschichte
„Husen bei Heidekke (= Altenheideck)“, der heutige Ort Schloßberg, ist erstmals in einer Urkunde vom 16. Juni 1278 erwähnt; die Burggrafen von Nürnberg anerkannten mit ihr die Vogtei der Herren von Heideck als Lehen der Eichstätter Kirche unter anderem über den Besitz des Frauenklosters Monheim in Husen. 1289 übertrug „Gotfrid von Haidekke“ der Eichstätter Kirche aus seinem Eigentum drei Höfe zu Hausen bei seiner Burg. 1302 erschien der Ort noch einmal in einer Eichstätter Urkunde, und zwar im Zusammenhang mit der Besitzübertragung des Zehents von Husen an das Eichstätter Domkapitel. Als Friedrich II. von Heideck 1390 eine Messe an der Pfarrkirche zu Heideck stiftete, gehörten zu den Ausstattungsstücken dieser Stiftung auch Liegenschaften in Hausen.
Das im späten 13. Jahrhundert am heutigen Schloßberg errichtete Schloss der Herren von Heideck wurde von einem „Bauhof“ in Hausen, nahe dem Burgtor, versorgt; die Bauern von Hausen und Berg, Haag und Rambach waren diesem Gutsbetrieb dienstbar, bis er unter Pfalzgraf Friedrich im Zuge der Auflassung des Schlosses 1512 ebenfalls aufgelassen wurde und der Grundbesitz in Erbpacht an die Bauern überging. 1542 wurde von dem Schloss nur noch als „Burgstall“ berichtet. Um 1600 standen noch stattliche Ruinen. Bis 1900 verschwanden diese völlig, indem das Steinmaterial von den Bewohnern von Berg und Hausen weiterverwendet wurde.
1472 war das Amt Heideck als früherer Besitz der Herren von Heideck und damit der Ort Schloßberg zu Bayern gekommen und gehörte nach dem Landshuter Erbfolgekrieg 1505 zum Territorium des neuerrichteten pfalz-neuburgischen Fürstentums. Als das pfalz-neuburgische Pflegamt Heideck und damit auch der Ort Schloßberg mit seinen 43 Untertanen-Anwesen am 4. Oktober 1542 an Nürnberg verpfändet wurde, führte die Reichsstadt sogleich die Reformation in ihrem Pfandbesitz ein. 1585 wurde das Amt Heideck von Pfalz-Neuburg wieder eingelöst. Die Wiedereinführung der katholischen Religionsausübung im Amt Heideck und damit auch in Kirchdorf Schloßberg erfolgte allerdings erst mit der Rekatholisierung von Neuburg-Pfalz unter dem zur alten Kirche zurückgekehrten Pfalzgraf Wolfgang Wilhelm ab dem Jahr 1627 durch eine Jesuitenstation in Heideck. Die im November 1627 dort angekommenen Jesuiten gewannen innerhalb von zehn Tagen die Landpfarreien, darunter Schloßberg, für den alten Glauben zurück.
1717 ist auf einer Karte der heutige Ort Schloßberg als „Vorder-“ und „Hinterhausen“ bezeichnet. Am Ende des Alten Reiches, um 1800, gab es in Schloßberg 38 Untertanen-Anwesen, darunter einen Zapfenwirt und ein Hirtenhaus. Grundherrschaftlich gehörten die Untertanen dem pfalz-neuburgischen Landrichteramt Heideck und unterstanden hoch- und niedergerichtlich dem pfalz-neuburgischen Pflegamt Heideck.
Im Königreich Bayern (1806) kam das Kirchdorf zum Steuerdistrikt Liebenstadt und wurde eine Ruralgemeinde im Gerichtsbezirk und Rentamt (später Bezirksamt und Amtsgericht) Hilpoltstein.
Die Zahl der Anwesen lag im 19. und noch weit ins 20. Jahrhundert hinein bei circa 40. So gab es 1818 im Dorf 42 Haushalte. 1875 wurden 40 Wohngebäude registriert und es gab eine katholische Schule; als Viehbestand zählte man 15 Pferde, 183 Stück Rindvieh, 228 Schafe, 63 Schweine und zwei Ziegen. 1903 bestand Schloßberg aus 44 Wohngebäuden; es gab zehn Pferde, 224 Stück Rindvieh, 201 Schafe, 139 Schweine und eine Ziege. 1910 wurde der Schuldienst vom Mesnerdienst getrennt. 1912 bis 1924 stand ein vom Fremdenverkehrsverein Heideck angeregter hölzerner Aussichtsturm, der 22 Meter hohe Prinzregent-Luitpold-Turm, auf dem Schloßberg.
Im Zuge der Gebietsreform in Bayern wurde die Gemeinde zum 1. April 1971 in die Stadt Heideck eingegliedert. Letzter Erster Bürgermeister war seit 1956 Rudolf Holzschuh.

### Einwohnerentwicklung
- 1818/1829: 234 (42 „Feuerstellen“ = Haushalte, 40 Familien)[22][28]
- 1871: 200 (80 Gebäude, 40 Wohngebäude)[23]
- 1900: 232 (44 Wohngebäude)[24]
- 1937: 201[29]
- 1950: 256 (41 Anwesen)[20]
- 1961: 167 (41 Wohngebäude)[5]
- 1970: 178[30]
- 1987: 184 (59 Gebäude mit Wohnraum; 68 Wohnungen)[31]

## Katholische Filialkirche Heiliger Geist

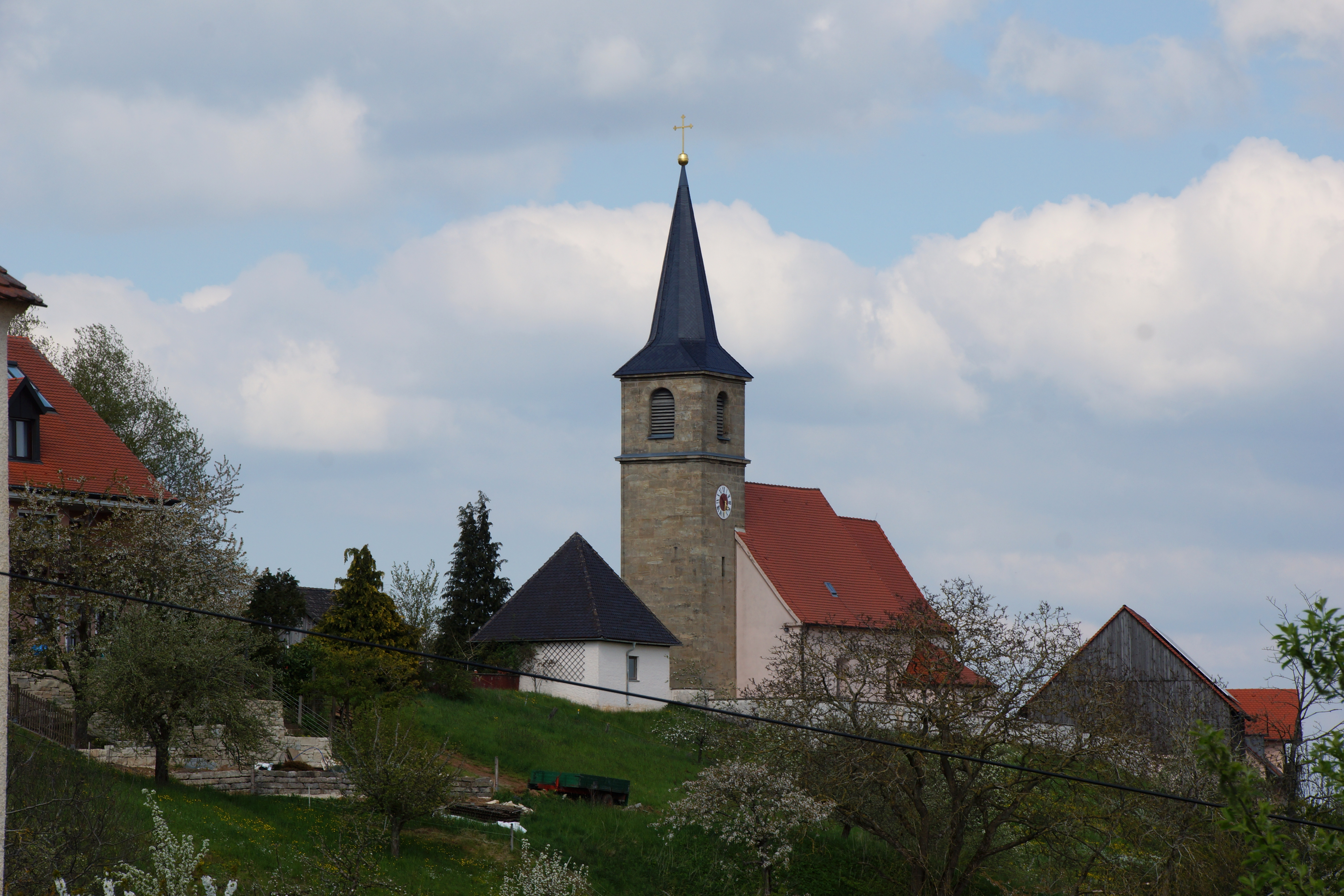
Filialkirche Hl. Geist

Ursprünglich gehörte Schloßberg zur Urpfarrei Laibstadt, war aber schon vor 1480 zur Filiale der Stadtpfarrei Heideck geworden. 1444 wurde erstmals eine Heiliggeist-Kapelle erwähnt. 1561 wurde aus den Bausteinen der abgerissenen Heiliggeist- und der Wolfgangskapelle – letztere stand an der Westseite des Schloßberges – in Schloßberg eine neue evangelische Heiliggeist-Kirche mit hölzernem Dachreiter erbaut. 1598 erfolgte die Erhebung zur evangelischen Pfarrei, die in der Gegenreformation 1627/28 wieder verschwand. Vermutlich um 1627 wurde der Chor angefügt. Nach 1700 wurde die Kirche restauriert und umgebaut. Der Turm an der Westseite wurde erst 1890 errichtet und 1920 mit drei Stahlglocken ausgestattet. Im Innern des Sakralbaus steht ein Spätrokoko-Hochaltar (um 1760/80); das Altarbild mit dem Pfingstfest stammt aus der Mitte des 17. Jahrhunderts. Holzschnitzwerke stammen aus der Zeit der Spätgotik, des Barocks und des Rokoko. 1903 war die Wohnbevölkerung Schloßbergs rein katholisch.
Im Schloss selbst gab es eine Schlosskapelle St. Georg, die mit dem Schloss in der 2. Hälfte des 13. Jahrhunderts entstand. Sie ließ sich noch 1596 nachweisen, als das Schloss schon weitgehend abgetragen war. Später wurde sie ebenfalls abgetragen.

## Baudenkmäler
Außer der Filialkirche Heilig Geist gelten als Baudenkmäler:
- die ehemaligen Gasthäuser Haus Nr. 19 und 25
- das Gasthaus Haus Nr. 36 und
- drei Kapellen.

## Vereine
- Freiwillige Feuerwehr Schloßberg

## Persönlichkeiten
- Georg Wohlmuth (* 4. April 1865 in Schloßberg; † 2. Mai 1952 in Eichstätt), katholischer Theologe (Lyzealprofessor in Eichstätt), Dompropst in Eichstätt, Landtagsabgeordneter, Ehrenbürger von Schloßberg[40]